# Fort Greely
Koordinaten: 63° 59′ 21″ N, 145° 43′ 6″ W

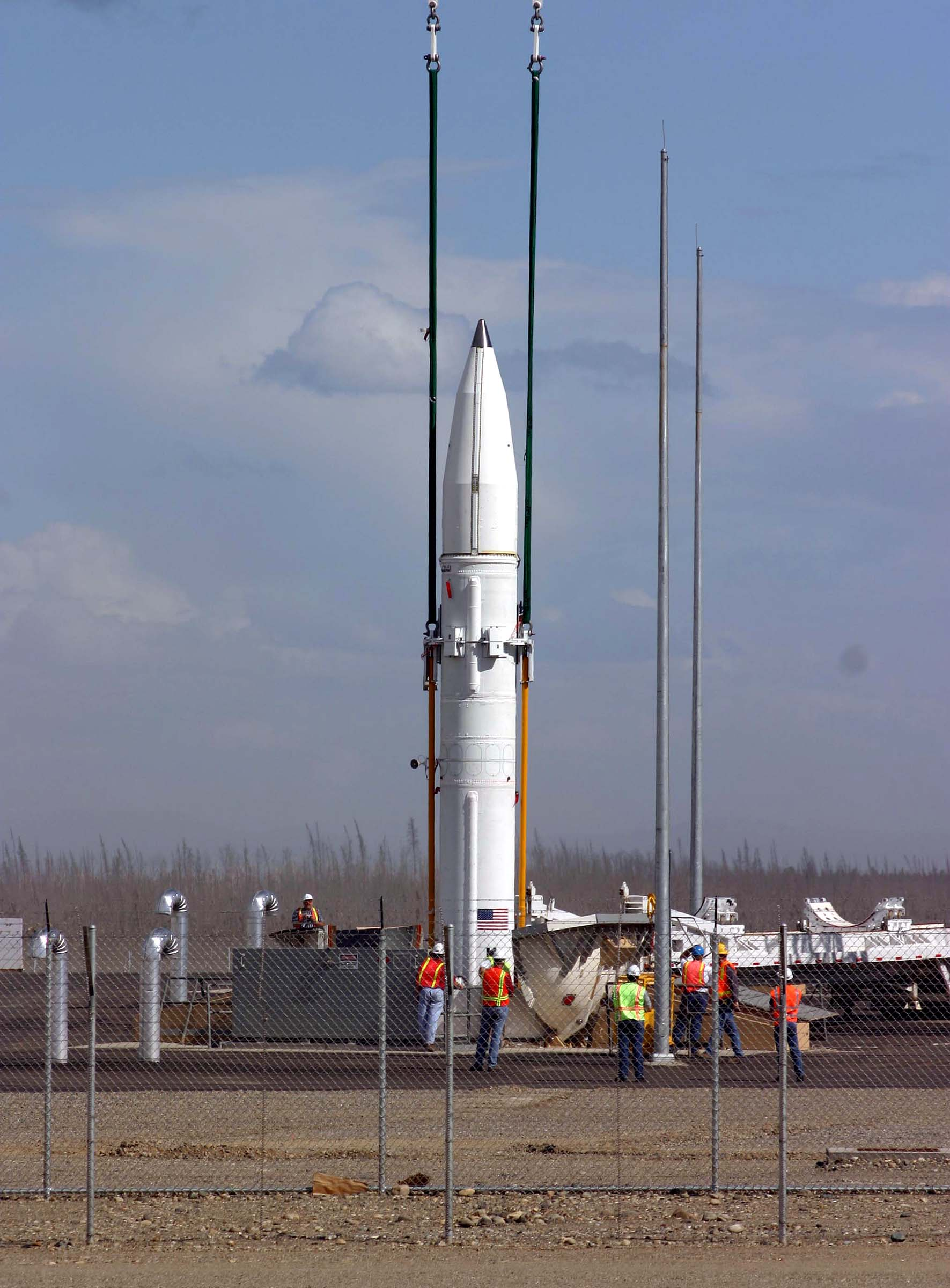
Eine Rakete wird in ihr Silo in Fort Greely abgelassen

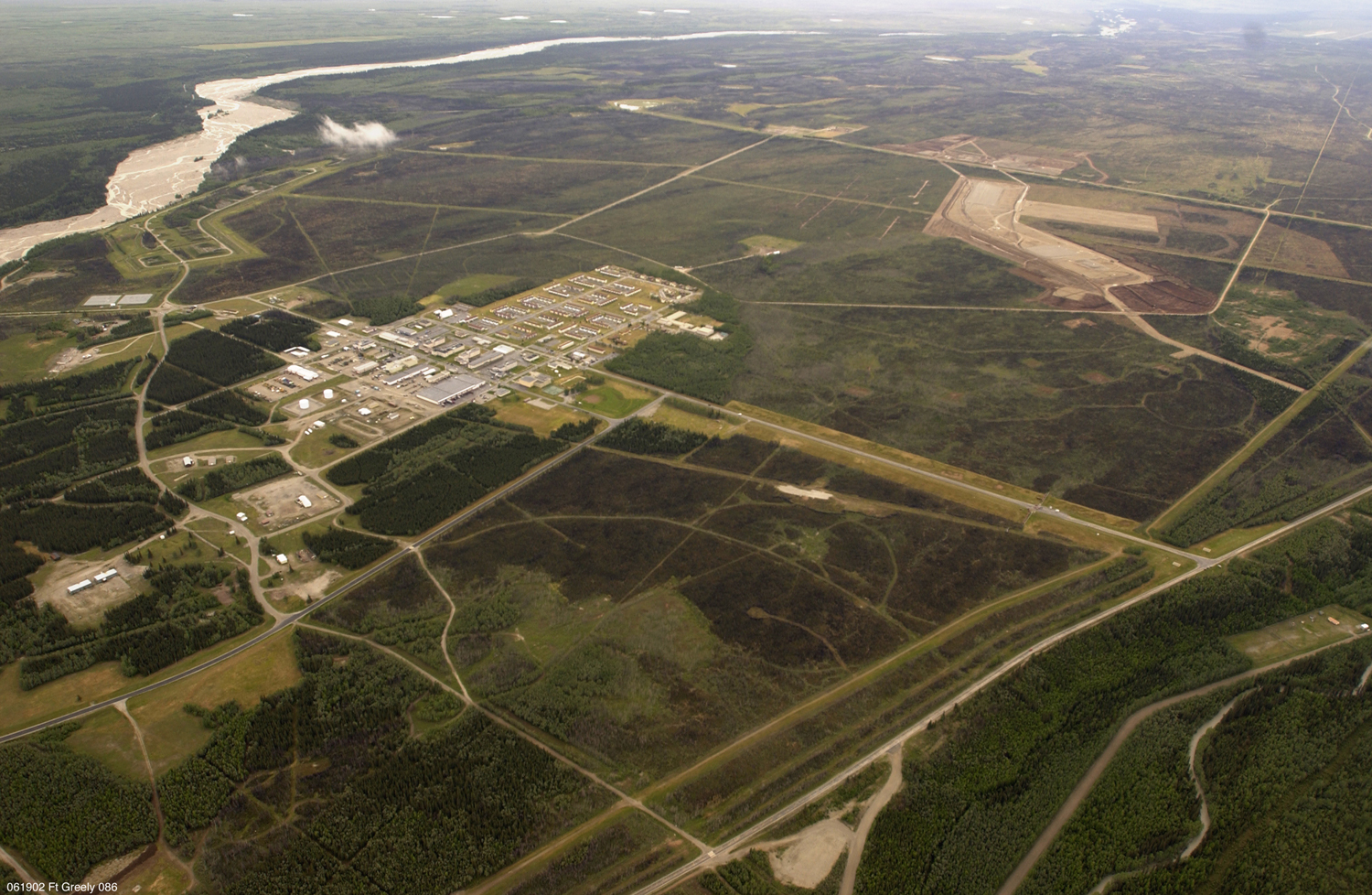
Fort Greely

Fort Greely ist eine militärische Einrichtung zentralen Osten des US-Bundesstaates Alaska, ca. 7,5 km südlich von Delta Junction. Dort befindet sich unter anderem ein Startplatz für antiballistische Raketen. In derselben Region befindet sich auch das Cold Regions Test Center (CRTC).